# Musée des beaux-arts et d'archéologie (Besançon)
Il musée des Beaux-Arts et d'Archéologie (in italiano Museo di Belle arti e di Archeologia) di Besançon è il più antico museo in Francia, è stato creato nel 1694 grazie alla eredità alla Boisot abate.

## Opere principali
- Giovanni Bellini, Ebbrezza di Noè, 1515 circa, olio su tela, 103×157 cm.
- Lucas Cranach il Vecchio, Adamo ed Eva, 1508-1510, olio su tavola, 117 × 53,9 cm.
- Lucas Cranach il Vecchio, Ninfa alla fonte, 1537, olio su tavola, 48,5 × 74,2 cm.
- Agnolo Bronzino, Deposizione di Cristo, 1545, olio su tavola, 268×173 cm.
- Gustave Courbet, Hallali del cervo, 1867, olio su tela, 335 × 503 cm.

## Galleria d'immagini

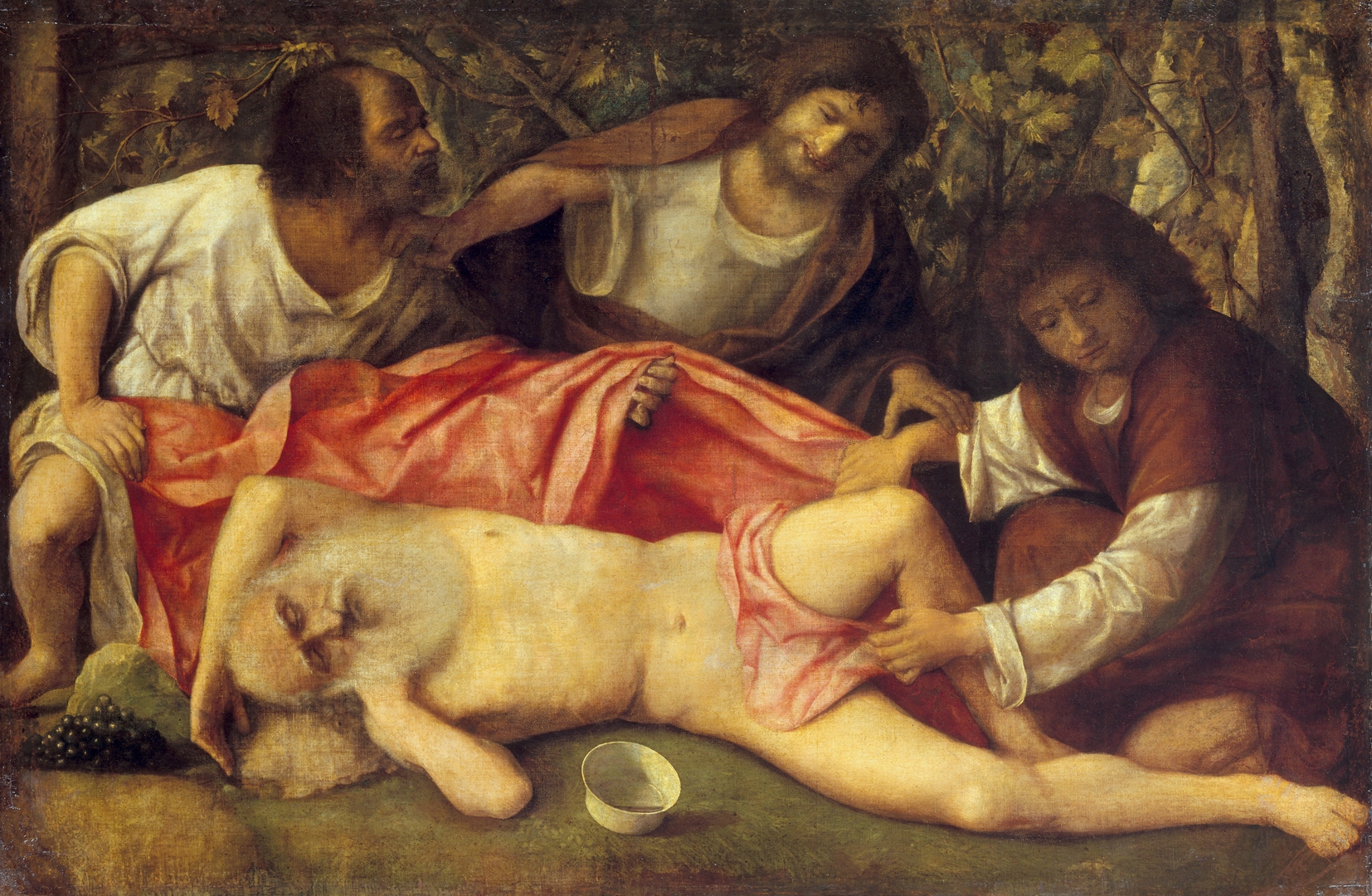
Giovanni Bellini (verso 1425/33 - 1553), Ebbrezza di Noè, verso 1515, olio su tela, 103 × 157 cm
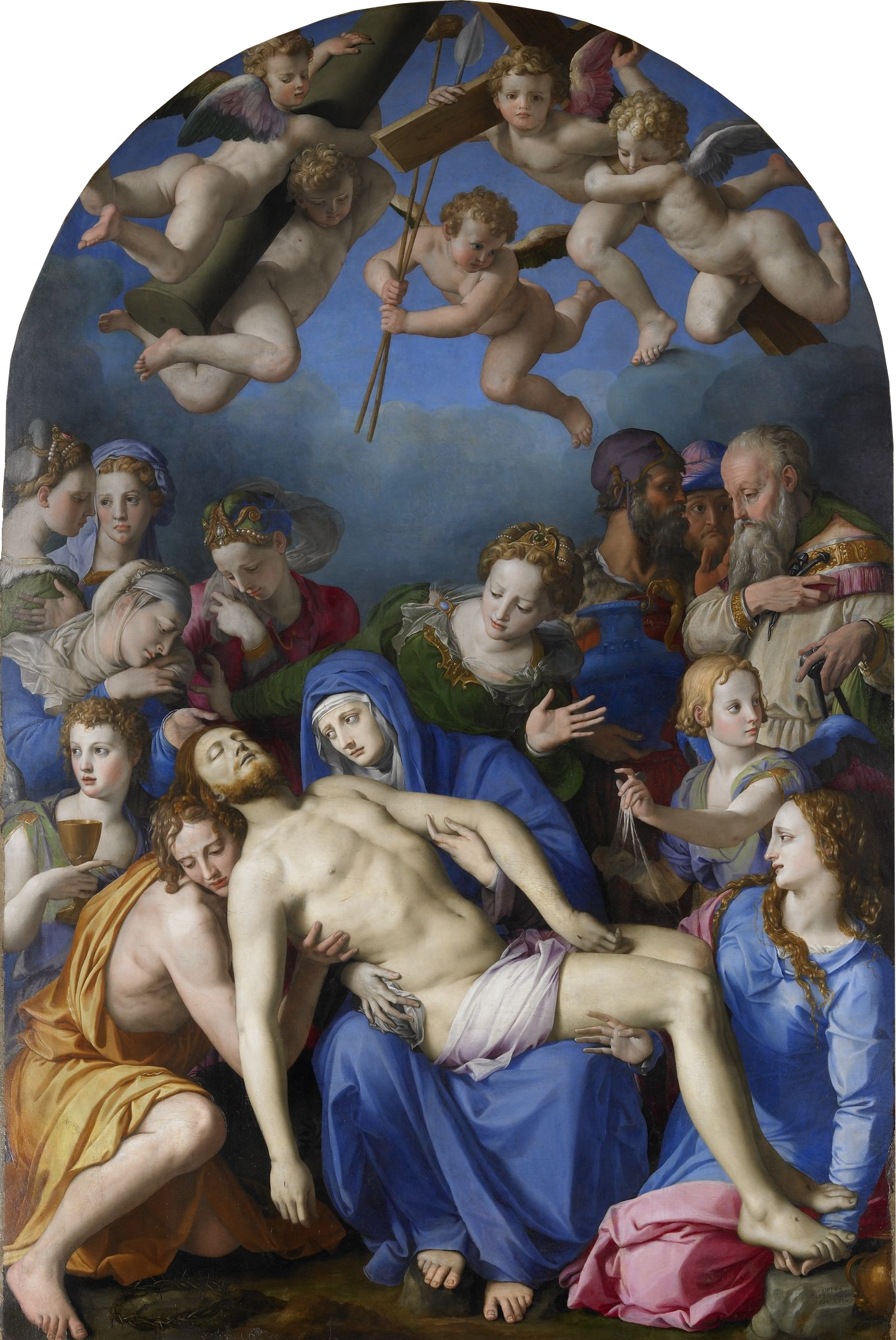
Bronzino (1503 – 1572), Deposizione di Cristo, 1540 - 1545, Olio su tavola, 268 cm × 173 cm.
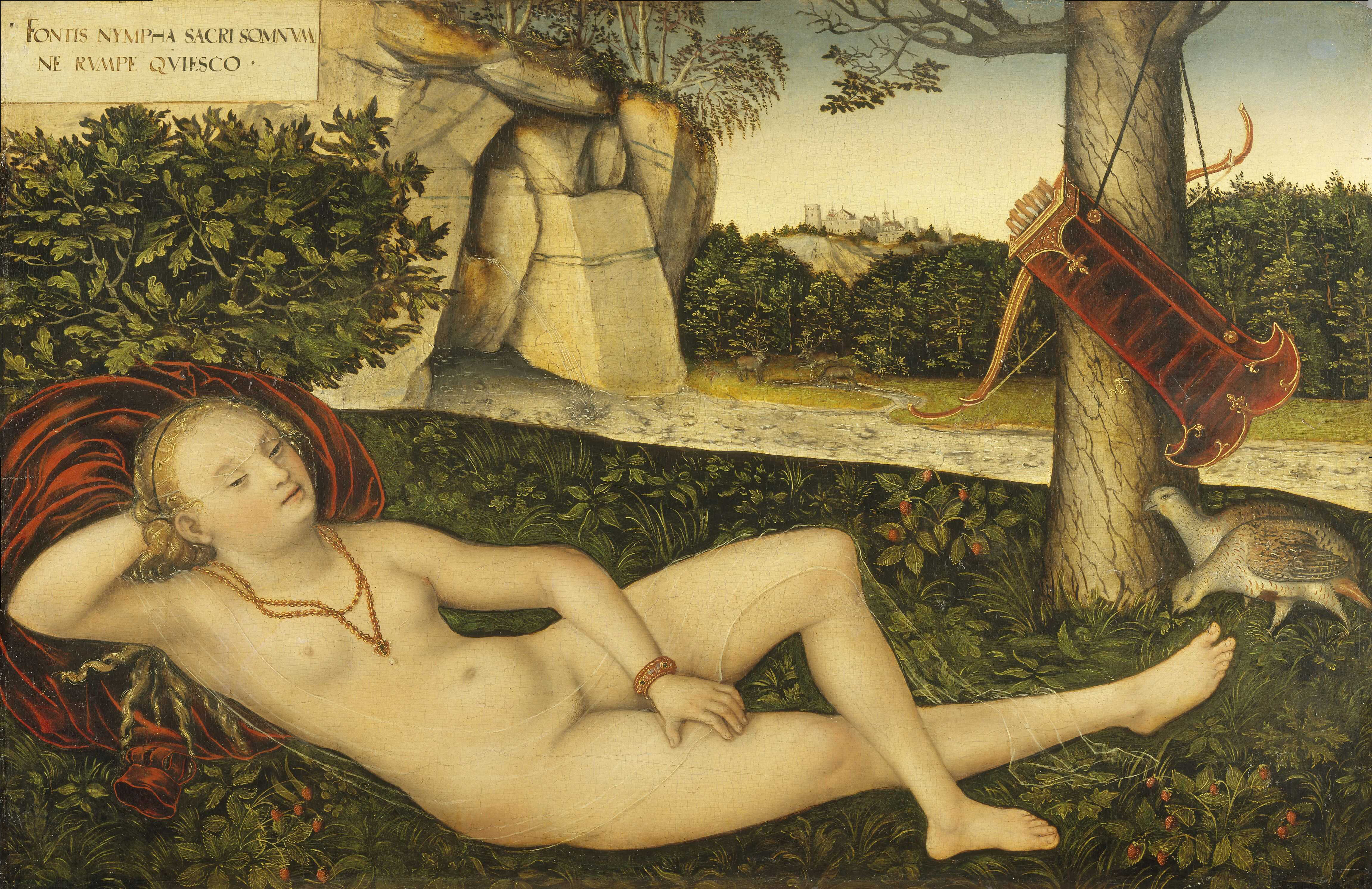
Lucas Cranach il Vecchio (1472 - 1553), Ninfa alla fonte, verso 1537, Olio su tavola, 48,5 × 74,2 cm.
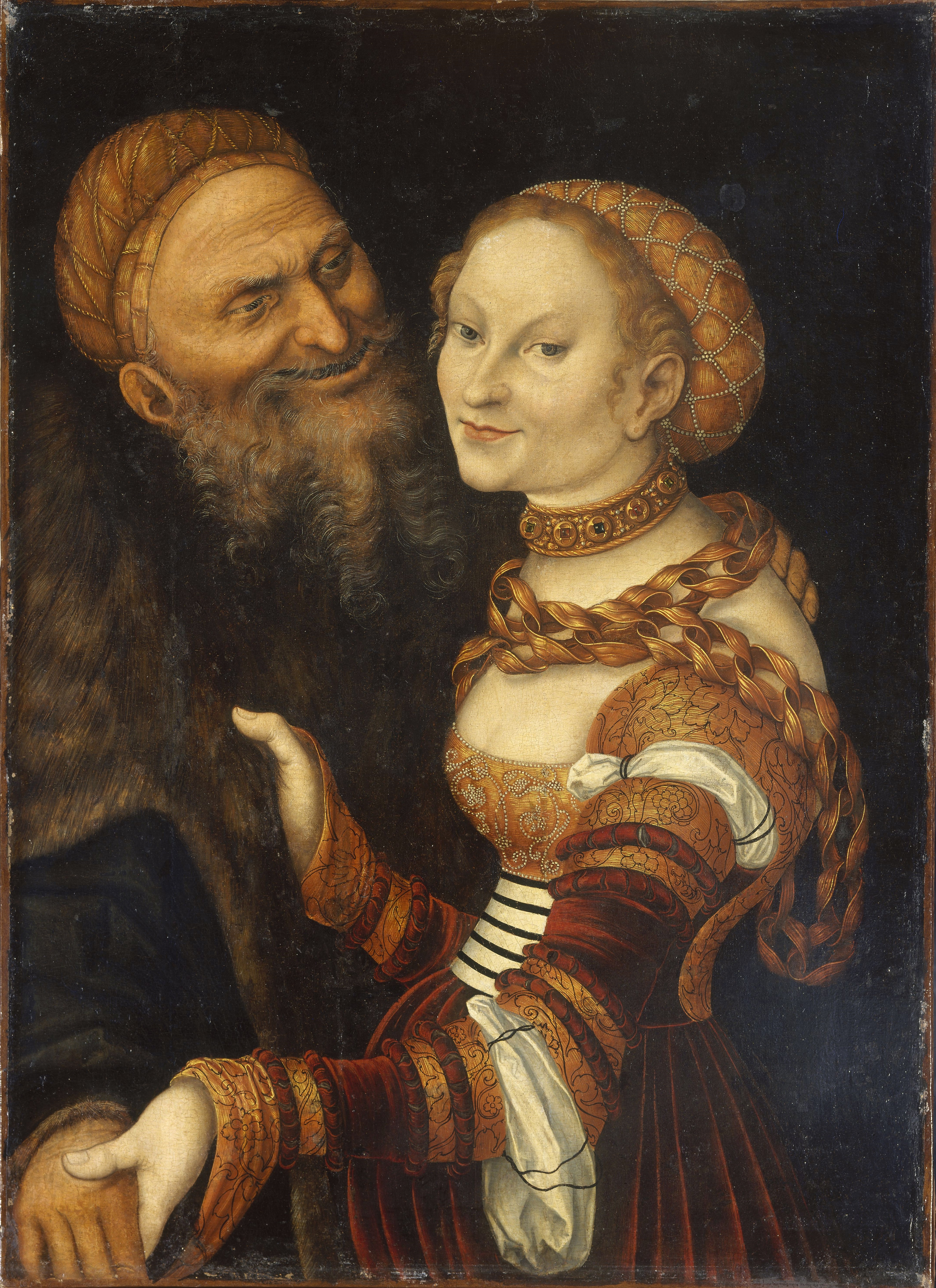
Lucas Cranach il Vecchio (1472 - 1553), Cortigiana e Vecchio, Olio su tavola, 79 × 57.5 cm.
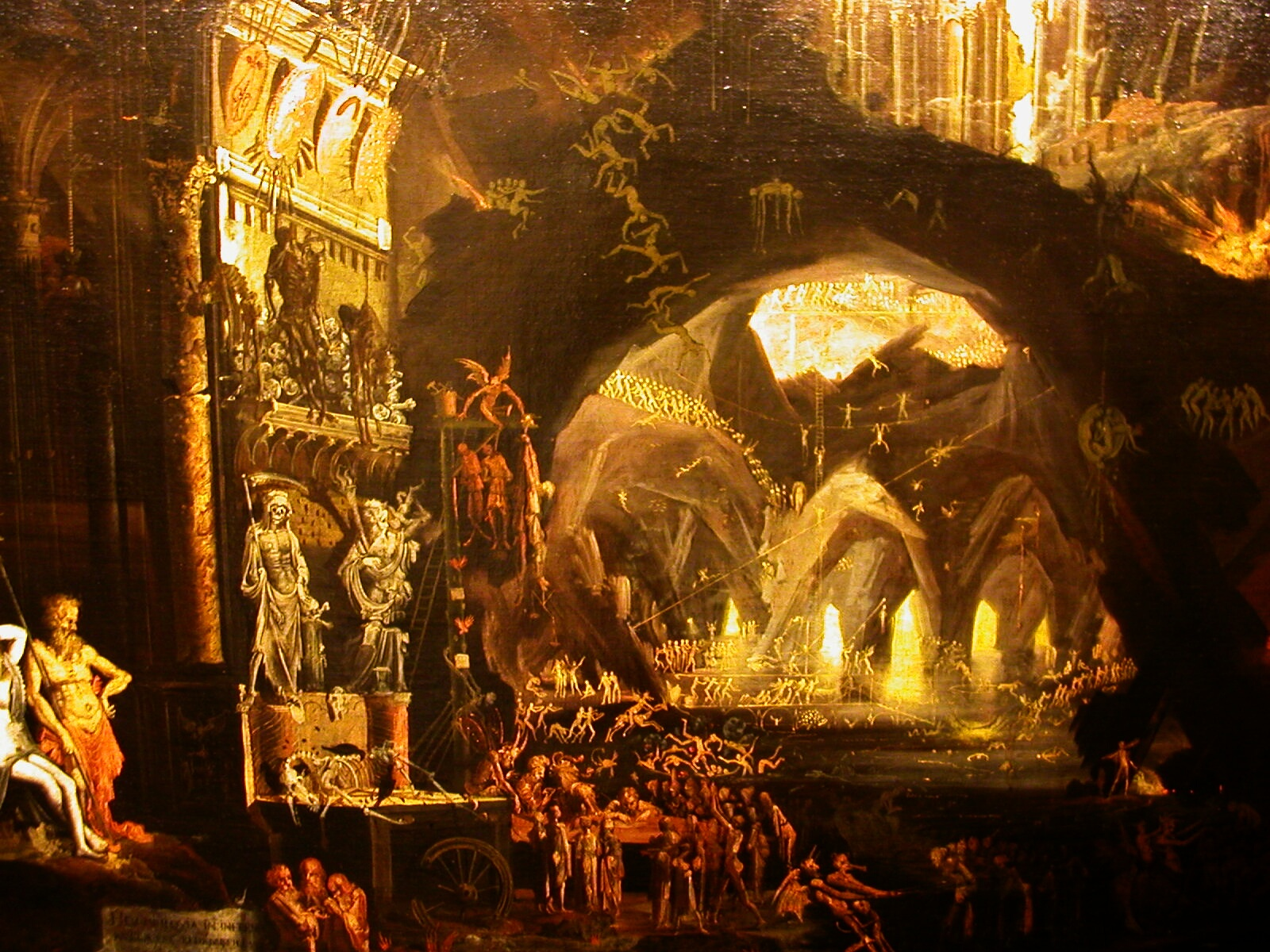
Monsù Desiderio, Les Enfers, 1622, olio su tela, 175 × 113 cm.
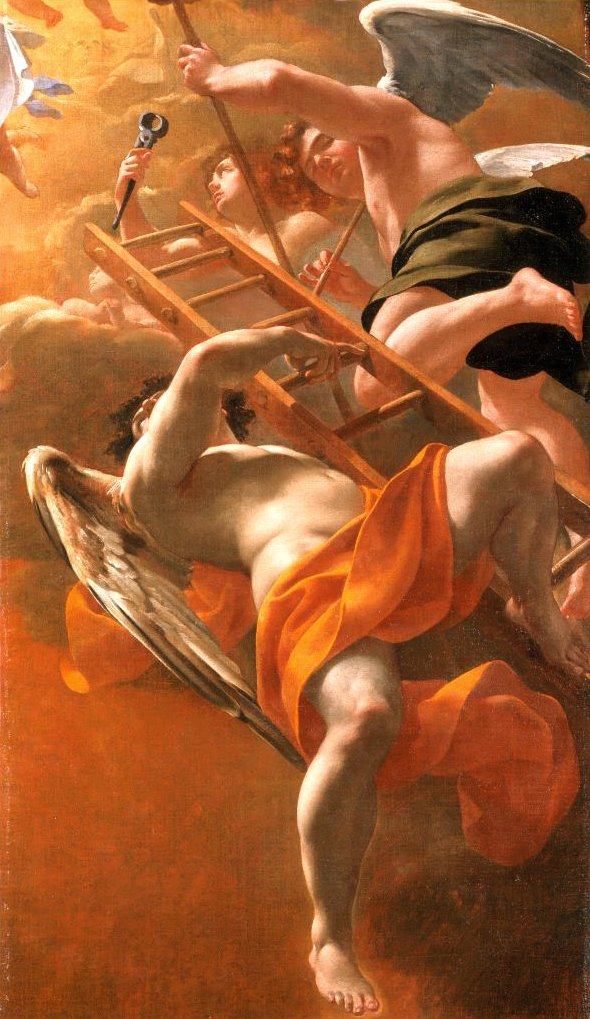
Simon Vouet (1590 - 1648), Angeli che portano gli strumenti della Passione, 1626, olio su tela, 131 × 77 cm.
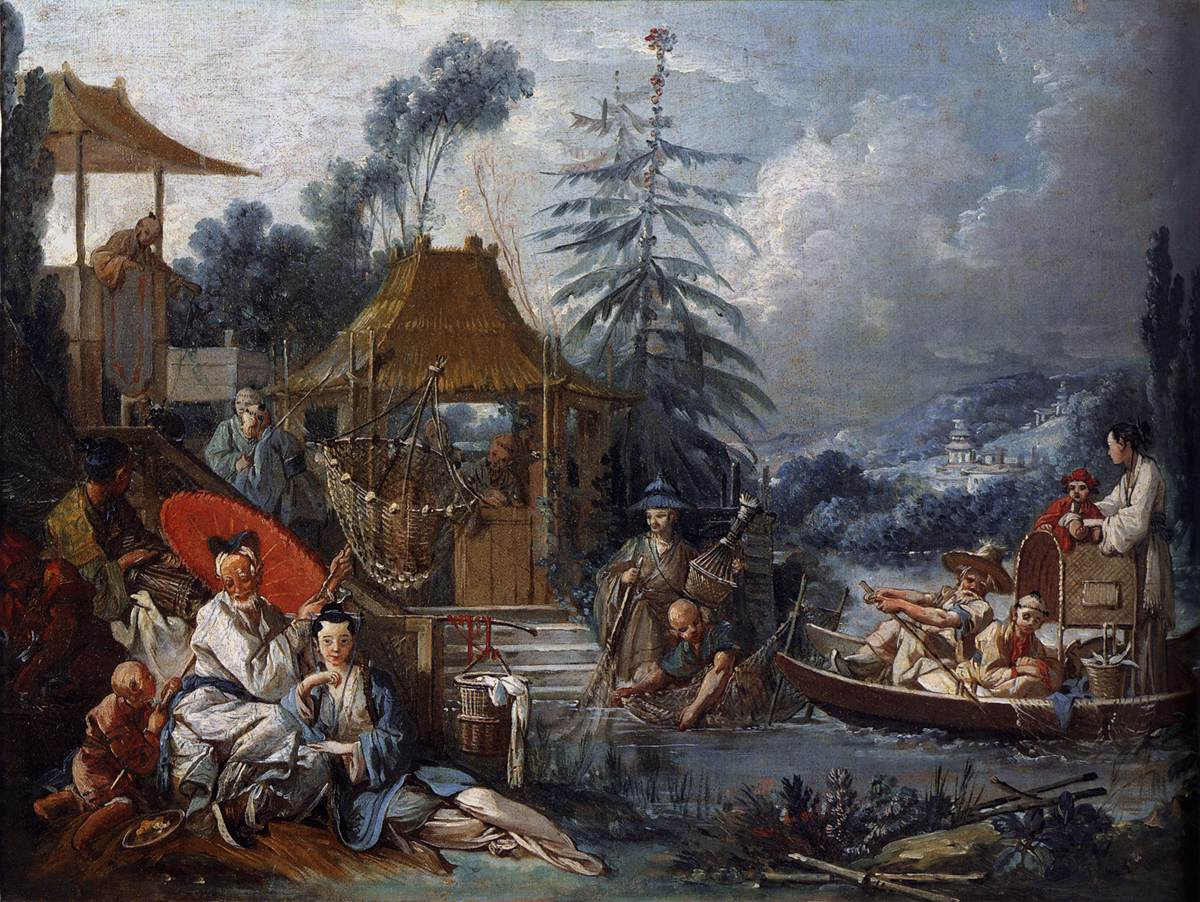
François Boucher, (1703–1770), La pesca cinese, 1742, olio su tela.
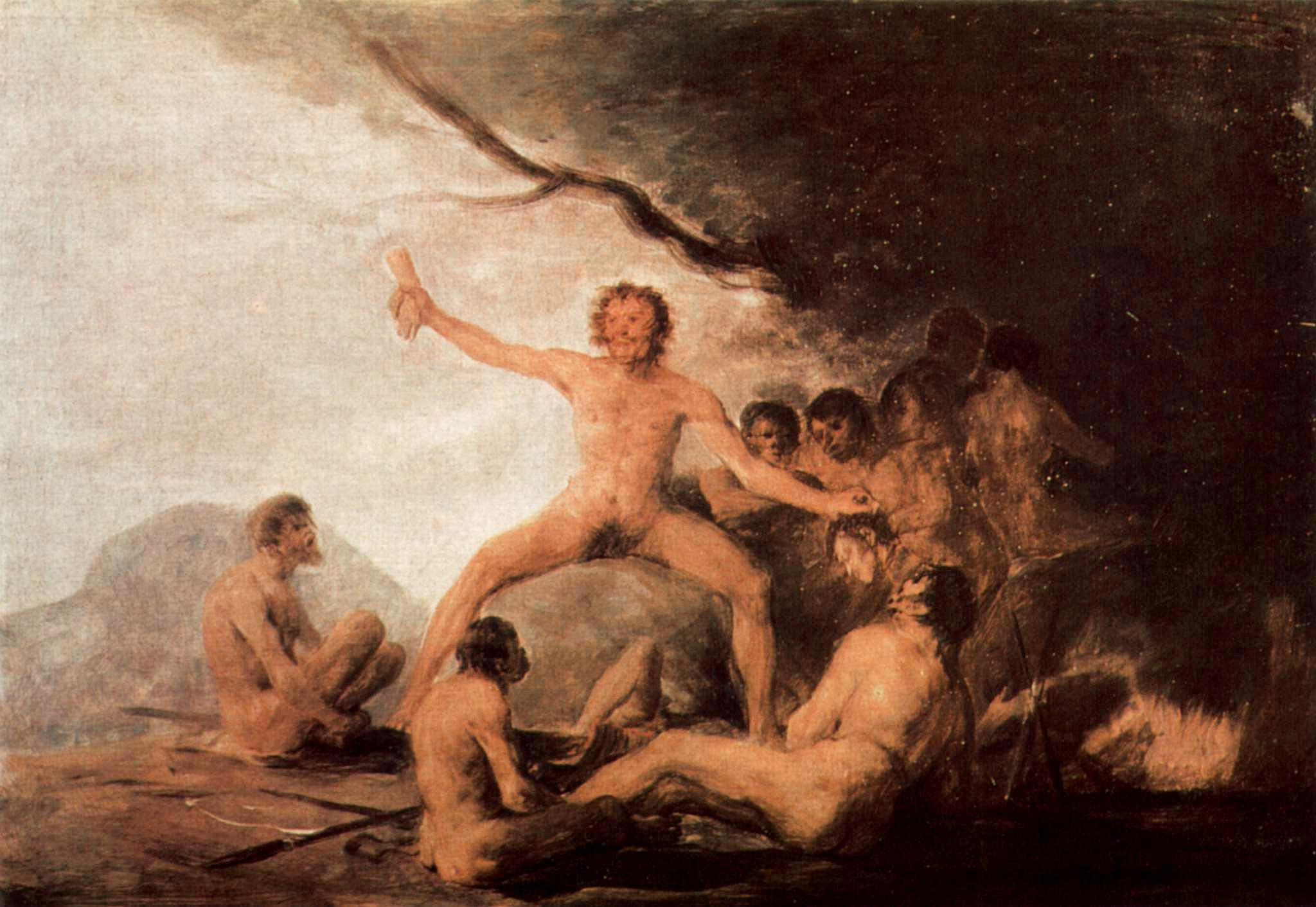
Francisco de Goya (1746 – 1828),  Scena di cannibalismo, 1800-1805, olio su tela, 31 × 45 cm.
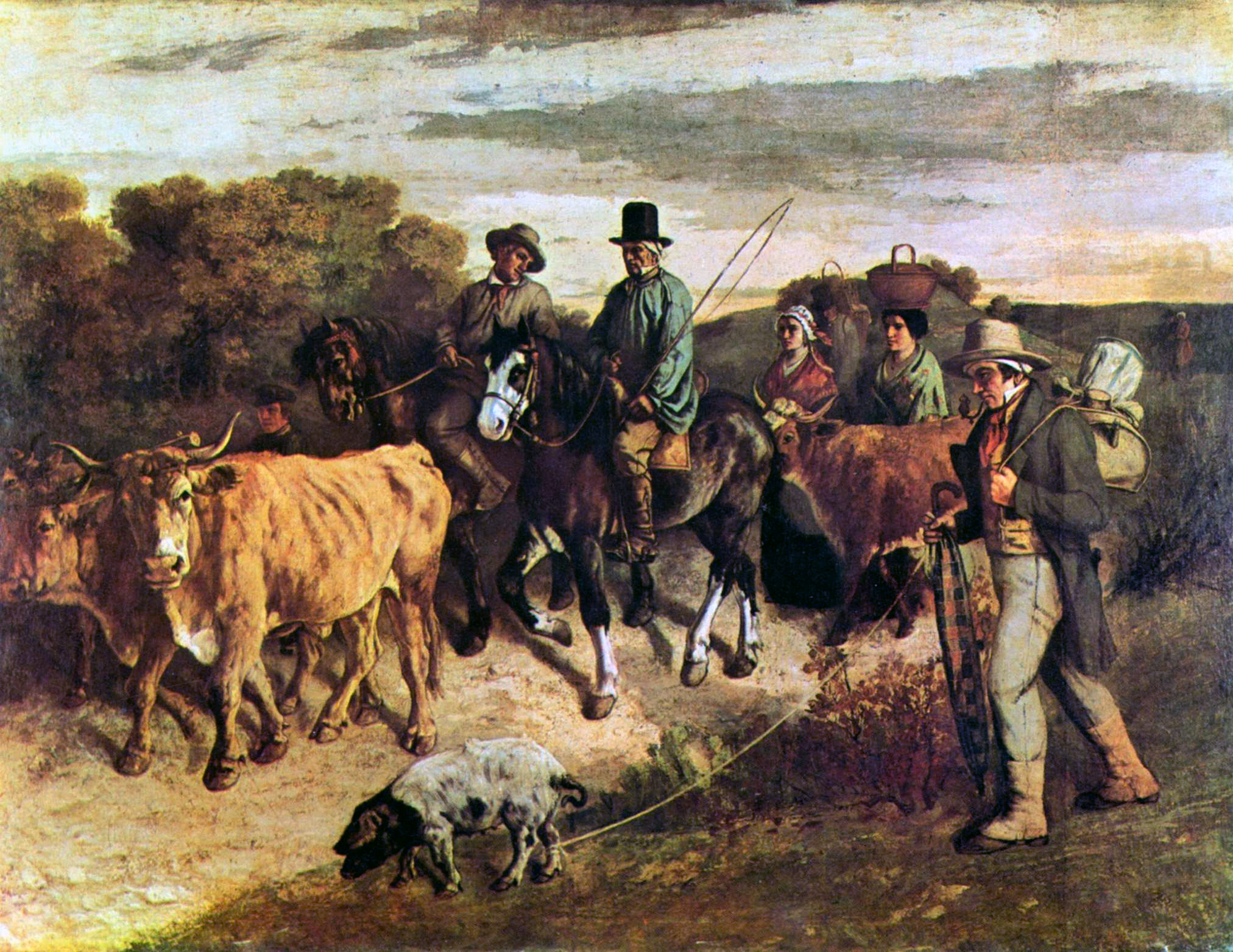
Courbet (1819 - 1977), I contadini di Flagey che ritornano dal mercato, 1850, olio su tela, 208,5 × 275,5 cm.
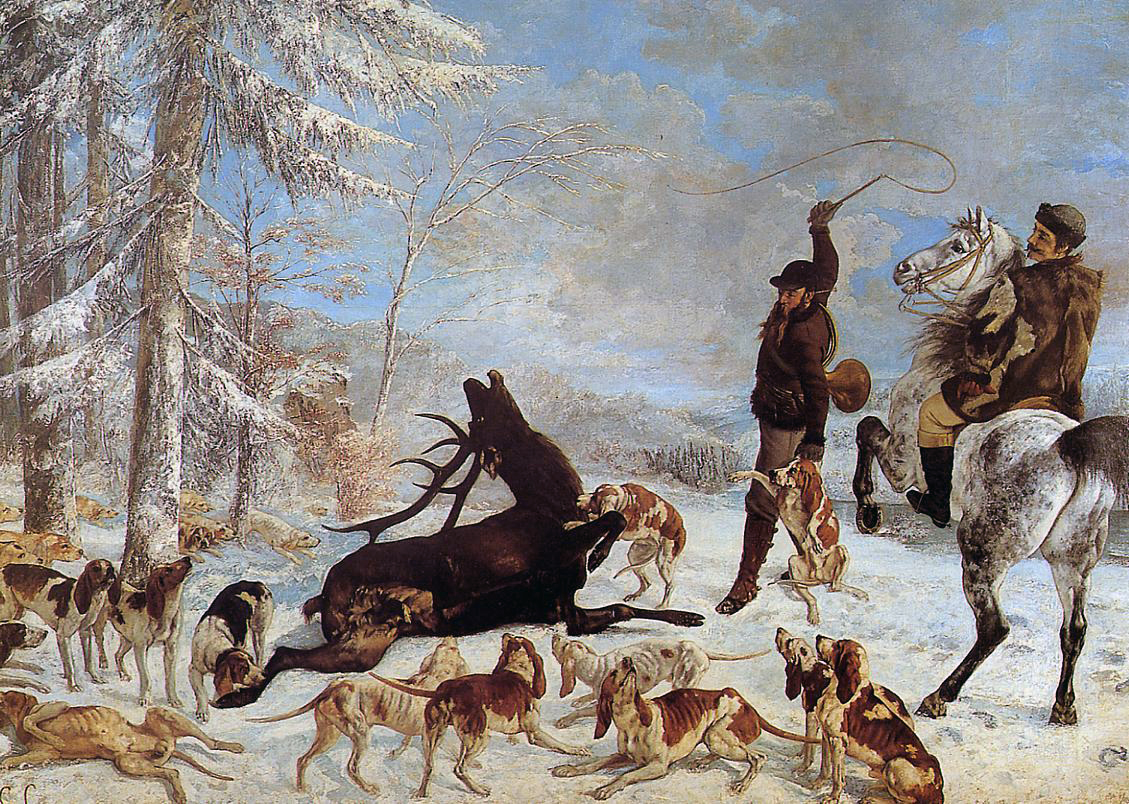
Courbet (1819 - 1977), Hallali del cervo, 1867, olio su tela, 355 × 505 cm.
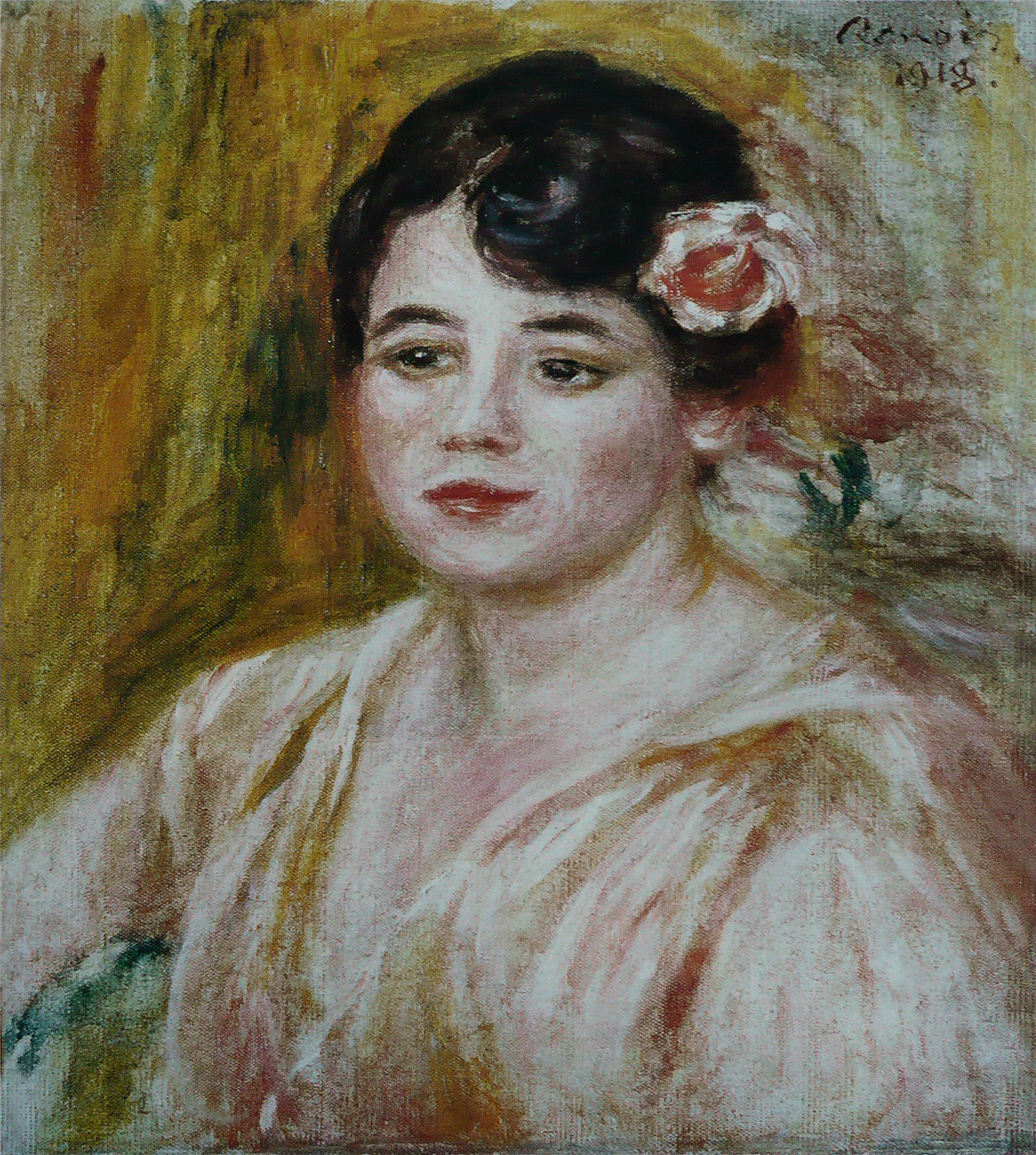
Renoir (1841 - 1919), Ritratto di Adèle Besson, 1918, olio su tela, 41 × 36.8 cm.